# Cimberis attelaboides
Cimberis attelaboides ist eine Rüsselkäferart aus der Familie Nemonychidae und der Überfamilie Curculionoidea. Ein häufig verwendetes Synonym in der älteren Literatur ist Rhinomacer attelaboides.

## Merkmale
Die Art ist 3 bis 3,5 Millimeter lang und schwarz oder dunkelbraun gefärbt. Beine und Antennen sind rotbraun, die Tarsen angedunkelt. Der Körper ist relativ dicht mit halb aufgerichteten Haaren bedeckt, die in der Farbe auf der Oberseite von weiß bis gelbbraun variieren, aber auf der Unterseite immer weiß sind. Der Körper ist langgestreckt mit parallelseitigen Flügeldecken, die breiter als das Pronotum sind. Dieses ist an den Seiten abgerundet und etwa genauso lang wie breit. Der Kopf erreicht mit den Augen die Breite des Pronotums. Der Rüssel ist ziemlich kurz, immer kürzer als die Länge des Halsschilds, er ist zur Spitze hin abgeflacht und ein wenig verbreitert. Die Antennen sind kurz vor der Mitte des Rüssels eingelenkt. Sie sind lang und schlank mit nur undeutlich abgesetzter Fühlerkeule. Der ganze Körper ist punktiert, wobei die Punktierung des Halsschilds viel schwächer ist als die der Flügeldecken.

## Lebensweise
Die Art ist an Kiefern (Gattung Pinus) gebunden. Als Wirtsarten werden genannt: Waldkiefer, Schwarzkiefer, See-Kiefer, Aufrechte Bergkiefer, in Deutschland kommt die Art nur an Waldkiefer vor. Die Larve entwickelt sich in den Strobili, den männlichen, zapfenartigen „Blütenkätzchen“ der Kiefer und ernährt sich von den Pollenkörnern, greift aber auch die Mittelachse des Kätzchens an. Die Eiablage erfolgt an die noch unreifen Strobili, sobald diese beginnen, sich zu öffnen. Am Ende der Blütezeit lässt sich die Larve zu Boden fallen und verpuppt sich schließlich im Erdreich. Es ist aber nicht bekannt, welches Stadium überwintert. Adulte Käfer werden von April bis Juni gefunden.
Ähnlich wie die verwandte Art Doydirhynchus austriacus mit sehr ähnlicher Lebensweise gilt Cimberis attelaboides als weit verbreitet, wird aber meist nur selten gefunden.

## Verbreitung
Die Art besitzt ein deutlich größeres Verbreitungsgebiet als Doydirhynchus austriacus. Sie besiedelt ganz Europa und ist über Sibirien bis zur russischen Pazifikküste verbreitet. Sie kommt auch im nördlichen Skandinavien und in Großbritannien vor. In Deutschland soll sie im Norden häufiger, aber im Süden seltener sein als Doydirhynchus. In Baden-Württemberg bevorzugt sie die tieferen Lagen, sie wurde hier erst einmal im Mittelgebirge gefunden.

## Gefährdung
Die Art gilt in Deutschland als ungefährdet.